# Agnès de Beaujeu
Agnès de Beaujeu (? - † 11 juillet 1231) est une fille de Guichard IV de Beaujeu et de Sibylle de Hainaut. Elle devient comtesse de Champagne par mariage avec Thibaut IV le Chansonnier.

## Biographie
Agnès appartient à la famille de Beaujeu, au service des rois de France. Son grand-père Humbert IV de Beaujeu fut notamment connétable de France et son père Guichard IV fut tué en Angleterre en 1216 lors de la campagne du prince de France, futur roi Louis VIII le Lion. Son frère Humbert V de Beaujeu sera aussi nommé connétable.
Sa mère est, elle, sœur des empereurs latins de Constantinople Baudouin et Henri et d'Isabelle de Hainaut, reine de France par son mariage avec Philippe II Auguste. Agnès est donc cousine germaine de Louis VIII le Lion, roi de France entre 1223 et 1226.
En 1222 elle devient comtesse de Champagne en épousant Thibaut IV le Chansonnier. Celui-ci venait de s'assurer la possession du comté à la suite de la guerre de succession de Champagne. Elle donnera naissance à une fille, Blanche, assurant ainsi la succession de Champagne.
Le 29 novembre 1226, à l'occasion du sacre du roi Louis IX de France en la cathédrale de Reims, son époux Thibaut, pourtant pair de France, ayant été exclu de la cérémonie pour avoir en quelque sorte provoqué la mort du roi Louis VIII, Agnès prétendit toutefois le représenter elle-même et présenter au nouveau roi l'épée royale.
En 1225 Thibaut fait un voyage en Navarre, auprès de son oncle le roi Sanche VII dont il est l'héritier. Il deviendra roi en 1234.
Agnès meurt cependant  le 11 juillet 1231, sans avoir été reine de Navarre, et est inhumée dans l'abbaye de Clairvaux. Sa fille Blanche sera cependant princesse héritière de Navarre à plusieurs reprises (1234-1238 et 1274-1283).

## Mariage et descendance
Agnès est mariée en 1222 à Thibaut IV de Champagne dont elle eut une fille unique :
- Blanche de Navarre (1226 - † 1283), mariée en 1236 à Jean Ier le Roux (1217-1286), duc de Bretagne.